# Siran
|  | Per a altres significats, vegeu «Siran (desambiguació)». |

Siran o Sirhi és un riu del Panjab (Pakistan) afluent de l'Indus.
Neix a 34° 46′ N, 73° 19′ E / 34.767°N,73.317°E i rega la vall de Pakhli i part de Tanawal, i desaigua a l'Indus a Tarbela després d'un curs de 128 km. El riu abundava en peixos especialment l'anomenat mahasir. És fàcil de creuar excepte durant l'època de pluges.